# 平桥镇 (淮安市)
平桥镇，是中华人民共和国江苏省淮安市淮安区下辖的一个乡镇级行政单位。2018年7月撤销平桥镇、上河镇，设立新的平桥镇。以原平桥镇、上河镇所辖区域为平桥镇行政区域，平桥镇人民政府驻平桥居委会境内，办公地址为兴平街12号。

## 行政区划
平桥镇下辖以下地区：
平桥社区、杨柳村、沈庄村、东风村、镇中村、张庙村、孟集村、同兴村、九洞村、十洞村、李前村、王沟村、兴福村和陆桥村。